# Mare d'amploia petita
La mare d'amploia petita (Lampanyctus pusillus) és una espècie de peix de la família dels mictòfids i de l'ordre dels mictofiformes.

## Morfologia
- Els mascles poden assolir 4,3 cm de longitud total.[4][5]

## Depredadors
A les Illes Açores és depredat per Beryx decadactylus, Beryx splendens i Phycis phycis.

## Hàbitat
És un peix marí i d'aigües profundes que viu entre 40-850 m de fondària.

## Distribució geogràfica
Es troba des de les Illes Britàniques fins a Mauritània; des de Namíbia fins a Sud-àfrica; la mar Mediterrània; des dels Estats Units i el Canadà fins als 20°N de latitud; des del Brasil fins a l'Argentina; l'Índic (23°-45°S); i des d'Austràlia fins a Sud-amèrica.